# Moi, Simon, 16 ans, Homo sapiens
Moi, Simon, 16 ans, Homo sapiens (Simon vs. the Homo sapiens Agenda) est un roman pour adolescents de Becky Albertalli publié en 2015. Il s'agit du premier tome du Simonverse. 
Le roman raconte l'histoire d'un jeune Américain de 16 ans, Simon Spier, homosexuel qui n'a pas encore fait son coming out et habitant dans la banlieue d'Atlanta. Il entretient une correspondance par Internet avec un autre jeune de son école dans la même situation que lui se faisant appeler « Blue ».
Bien reçu par le public et la critique, Moi, Simon, 16 ans, Homo sapiens est jugé par le Wall Street Journal comme l'un des meilleurs romans de 2015. Il est également adapté au cinéma en 2018 sous le titre Love, Simon par Greg Berlanti pour le compte de la 20th Century Fox, avec Nick Robinson dans le rôle titre, devenant ainsi le premier film d'un des grands studios d'Hollywood à avoir pour premier rôle un adolescent homosexuel, ainsi que le premier teen movie à mettre à l'avant-plan un jeune homme gay.

## Résumé
Simon Spier est un lycéen de 16 ans, passionné de théâtre, amateur d'Oréo, fan d'Elliott Smith et homosexuel n'ayant pas encore fait son coming-out. Il mène une vie normale de lycéen, accompagné de ses meilleurs amis Leah, Nick et Abby et converse par e-mail avec un de ses camarades de classe dans la même situation que lui, « Blue », sous le pseudonyme de « Jacques ». Alors que ces deux derniers se rapprochent et que Simon commence à développer des sentiments pour Blue, Martin Addison, le clown de la classe, découvre son secret et menace de le dévoiler si Simon ne l'aide pas à se rapprocher d'Abby. Sous la contrainte et de crainte de voir son petit monde s'effondrer, il va alors tenter de les rapprocher, mais après qu'Abby refuse de sortir avec Martin, ce dernier oute alors Simon sur le site internet du lycée. Blue sait désormais qui est réellement Jacques et se réjouit tout d'abord. Simon tente à son tour de deviner qui il est par un jeu de questions-réponses, mais échoue. Blue se montre déçu, considérant que si Simon l'aimait vraiment, il aurait trouvé sa véritable identité. Simon traverse une période difficile : ses parents lui confisquent ses moyens de communication après qu'il soit rentré saoul d'un bar gay avec Abby et Nick. Cette virée sans Leah provoque une froide et jalouse colère de cette dernière envers Simon et ce dernier subit en plus des railleries au lycée. Retrouvant accès à son ordinateur, il envoie un dernier e-mail à Blue pour lui donner rendez-vous dans une fête foraine. Il reprend espoir quand il trouve dans le T-shirt que Blue avait laissé accroché à son casier un mot doux et le numéro de téléphone de ce dernier. Il ne l'appelle pas pour autant, espérant que Blue sera bien au rendez-vous. C'est finalement dans le dernier manège, un Tilt-A-Whirl, que Bram, élève timide, joueur de soccer et ami de Nick, s'assoie aux côtés de Simon, et révèle son identité. Les deux adolescents s'entendent pour former ouvertement un couple aux yeux de leurs amis et de leurs familles. 

## Adaptation cinématographique

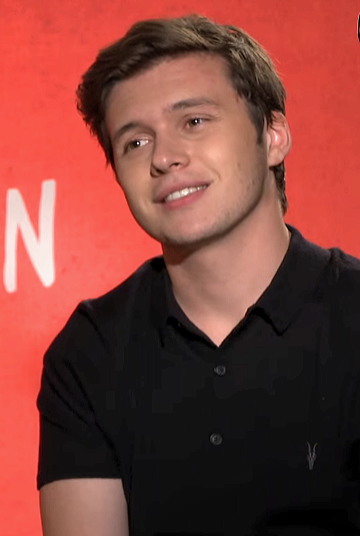
Nick Robinson, interprète de Simon dans le film Love, Simon, lors d'un interview lors de la promotion du film.

Le roman est adapté au cinéma en 2018 sous le titre Love, Simon. Le film est réalisé par Greg Berlanti, réalisateur ouvertement homosexuel, et avec Nick Robinson dans le rôle de Simon, Josh Duhamel et Jennifer Garner dans le rôle de ses parents, Katherine Langford, Alexandra Shipp et Jorge Lendeborg Jr. dans les rôles respectifs de Leah, Abby et Nick, ainsi que Keiynan Lonsdale dans le rôle de Bram,. La musique fut composée par Jack Antonoff. La production du film débuta en octobre 2015, avec Elizabeth Berger et Isaac Aptaker étant désigné pour l'adaptation du scénario du roman,.  
Le film sort le 16 mars 2018 aux États-Unis et le 27 juin 2018 en France et devient un succès commercial et critique, amassant plus de 62 millions de dollars à l'international pour un budget de 17 millions de dollars, faisant ainsi de ce dernier l'un des teen movies avec le plus de succès de ces cinq dernières années. 
À la suite de la sortie du film, le livre est réédité en français sous le titre de Love, Simon et présente en couverture l'affiche du film avec les acteurs Nick Robinson, Katherine Langford, Alexandra Shipp et Jorge Lendeborg Jr.

## Suites
L'auteur Becky Albertalli publie un autre roman en 2017, Mes hauts, mes bas et mes coups de cœur en série, ayant pour personnage principal la cousine d'Abby, cette dernière apparaissant brièvement dans le roman.
Écrite également par Becky Albertalli, une suite directe à ce roman, se concentrant sur le personnage de Leah, meilleure amie de Simon et s'intitulant Leah à contretemps, est parue aux États-Unis le 24 avril 2018. Cette suite se déroule dans le même lycée et avec les mêmes personnages que Moi, Simon, 16 ans, Homo sapiens.
Cette suite est pensée par l'auteur comme la fin de ce cycle littéraire, cette dernière ne souhaitant pas continuer à développer l'histoire de Simon et ses amis. 
Le 21 avril 2020, l'auteure confirme une suite nommée Love, Creekwood.

## Analyse et thèmes abordés
L'auteur Becky Albertalli avoue ne s'être basé sur aucun personnage en particulier pour écrire le personnage de Simon, mais plutôt sur une volonté d'écrire sur des jeunes membres de la communauté LGBT, combiné à des pensées communes à beaucoup d'adolescents en général (l'amour des Oréos) et à sa passion pour le théâtre. Le roman se concentre majoritairement sur les thèmes du passage à l'âge adulte, de l'amitié en général, mais surtout sur l'acceptation de soi. Le thème du coming out, et plus généralement de l'homosexualité, est lui aussi central. 

## Récompenses et réception
- William C. Morris Award de l'American Library Association[16],[17]